# Geschriften (Bijbel)

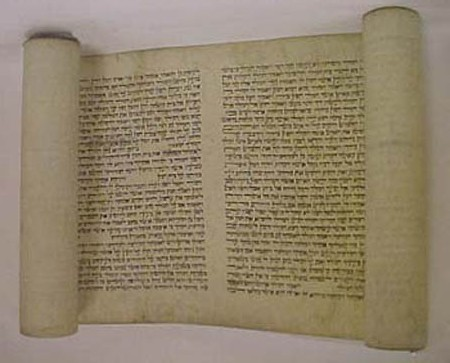
18e-eeuwse rol van Esther

Onder de Geschriften (ketoevim,כתוּביִם) wordt een groep Bijbelboeken uit de Tenach, de Hebreeuwse Bijbel, verstaan.

## Indeling van de boeken van de Tenach
- Thora: de vijf boeken van Mozes. (Soms wordt het woord echter gebruikt voor alle boeken van de Tenach en voor de Misjna).
- Neviim: de profeten (onder te verdelen in vroege profeten en late profeten (zie voor de laatsten kleine profeten en grote profeten)).
- Ketoevim: Geschriften

Deze indeling in drieën is terug te vinden in het acroniem Tenach; de ch staat hier voor de k (kaf) van ketoevim.

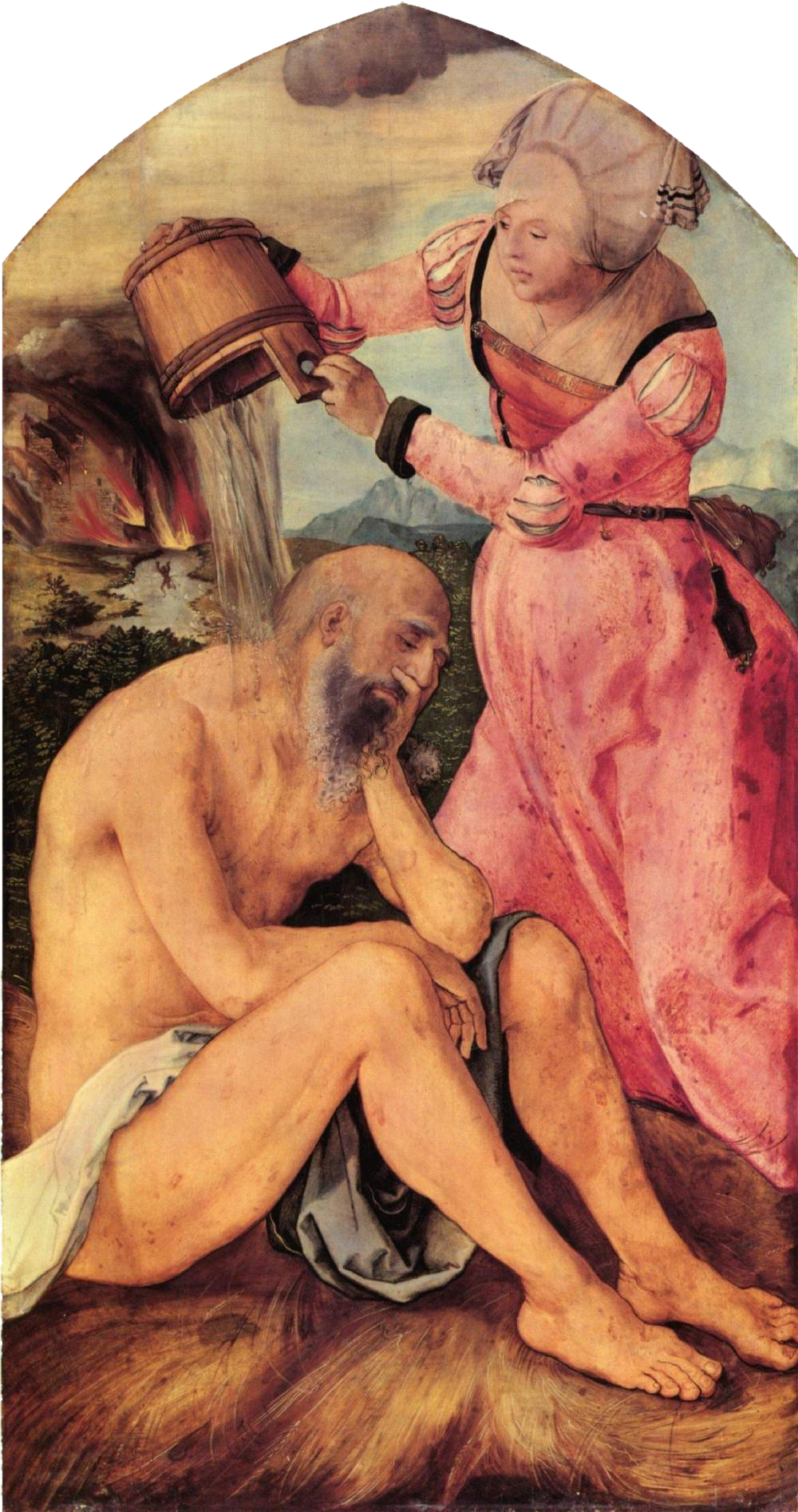
Job door Albrecht Dürer

## Geschriftenin de christelijkeBijbel
Omdat de Septuagint, de Griekse vertaling van het Oude Testament, de boeken anders indeelt, is de indeling in drie gedeelten in christelijke Bijbels vaak niet te herkennen. In de loop van de geschiedenis is men weliswaar de Masoretische tekst gaan gebruiken voor de vertaling, maar men heeft de volgorde van de Septuagint en de Vulgaat gehandhaafd.
De Geschriften vind je in christelijke Bijbels terug bij de
- historische boeken Ruth; I en II Kronieken; Ezra, Nehemia, Esther,
- poëtische boeken Job, Psalmen, Spreuken, Prediker, Hooglied,
- profeten: Klaagliederen, Daniël,

## Geschriften in de Tenach
In de Tenach worden deze boeken als volgt genoemd:
- Tehilim (Psalmen)
- Misjlee (Spreuken)
- Job
- Vijf rollen, zie hieronder
- Daniël
- Ezra
- Nehemia
- Divree Hajamim (I en II Kronieken)

### Vijf megillot (rollen)
Vijf boekjes zijn nogal kort en passen op handzame perkamentrollen. Deze worden op bijzondere dagen in de synagoge voorgelezen:
| Bijbelboek:   | Hebreeuwse naam | Feesten en vasten                 |
| ------------- | --------------- | --------------------------------- |
| Hooglied      | Shir hasjirim   | Pesach (Joods Pasen)              |
| Ruth          | Roet            | Wekenfeest (Pinksterfeest)        |
| Klaagliederen | Eecha           | Tisja be'Aaw (verwoesting tempel) |
| Prediker      | Kohelet         | Soekot (Loofhuttenfeest)          |
| Esther        | Esther          | Poerim (Lotenfeest)               |

## Canon
Hoewel het apocriefe boek Wijsheid van Jezus Sirach al in 132 v. Chr. naar een soort canon lijkt te verwijzen van Thora, profeten en Geschriften, blijkt uit de Dode Zee-rollen dat deze canon in de eerste eeuw nog niet vast stond. Het Sanhedrin van Jamnia heeft aan het eind van de eerste eeuw vastgesteld, welke boeken wel of niet tot de canon behoorden. Over de Thora en de profeten was men het gauw eens, over enkele van de geschriften was nader overleg nodig.
Over Hooglied en Prediker was discussie, maar omdat men ze toeschreef aan Salomo werden ze geaccepteerd. Ook over het boek Job was enige discussie.

## Wijsheid
In de geschriften is Wijsheidsliteratuur prominent aanwezig: tot dit genre rekent men Job, Spreuken en Prediker. In deze boeken is er niet zo zeer sprake van een profeet die een last heeft om Gods woord te spreken, maar van de wijze. Onder wijsheid wordt verstaan een bedachtzame levenswandel, gekenmerkt door ontzag voor God en afkerigheid van het kwaad.
Wijsheid is welbeschouwd alleen bij God te vinden. Als je wijs leeft, zal het je goed gaan, lijkt Spreuken te zeggen, maar Job en Prediker en sommige psalmen wijzen er op dat daar geen garantie voor gegeven wordt.
Ook in de deuterocanonieke boeken is wijsheidsliteratuur te vinden, de genoemde Sirach en de Wijsheid van Salomo

## Poëzie
Zoals ook bij de profeten het geval is, is een groot deel van de Geschriften poëzie:
Job, Psalmen, Hooglied, Klaagliederen zijn geheel, en Spreuken en Prediker gedeeltelijk dichterlijk. Kenmerk van de Israëlitische dichtkunst zijn onder meer parellellismen op meerdere niveaus.

## Ouderdom
De Geschriften zijn gemiddeld wat minder oud dan de andere boeken van de Tenach.
Spreuken en Prediker melden in het opschrift dat ze van Salomo afkomstig zijn. Dat zou betekenen dat ze dateren van 900 v. Chr. Geleerden denken echter dat hier een dichterlijke vrijheid wordt toegepast. Het boek Job speelt zich af in de tijd van de aartsvaders, maar ook hier wordt aangenomen dat de dichter die het op schrift stelde in of na de ballingschap leefde.